# Кобилін (Маковський повіт)
Кобилін (пол. Kobylin) — село в Польщі, у гміні Плоняви-Брамура Маковського повіту Мазовецького воєводства.
Населення — 68 осіб (2011).
У 1975-1998 роках село належало до Остроленцького воєводства.

## Демографія
Демографічна структура станом на 31 березня 2011 року:
|          | Загалом | Допрацездатний вік | Працездатний вік | Постпрацездатний вік |
| -------- | ------- | ------------------ | ---------------- | -------------------- |
| Чоловіки | 39      | 9                  | 27               | 3                    |
| Жінки    | 29      | 3                  | 21               | 5                    |
| Разом    | 68      | 12                 | 48               | 8                    |